# 前1300年代
| 千纪： | 前2千纪 |
| 世纪： | 前15世纪 \| 前14世纪 \| 前13世纪                                                                                     |
| 年代： | 前1330年代 \| 前1320年代 \| 前1310年代 \| 前1300年代 \| 前1290年代 \| 前1280年代 \| 前1270年代                       |
| 年份： | 前1309年 \| 前1308年 \| 前1307年 \| 前1306年 \| 前1305年 \| 前1304年 \| 前1303年 \| 前1302年 \| 前1301年 \| 前1300年 |

## 重要事件及趋势
- 商王盤庚自奄（今山东省曲阜）遷都至殷。
- 传说中的雅典国王塞克罗普斯二世（英语：Cecrops II）在位40年后去世，由他的儿子潘迪昂二世（英语：Pandion II）继位。潘迪昂二世后来被塞克罗普斯二世（英语：Cecrops II）的兄弟（也可能是侄子）梅蒂昂（英语：Metion）的儿子们赶出雅典，以便梅蒂昂能够掌权。潘迪昂二世逃到墨伽拉，在那里他娶了當地国王的女儿，并最终继承了當地的王位。他死后，潘迪昂二世的儿子们回到雅典，赶走了梅蒂昂（英语：Metion）的儿子们。